# 黃四海
黃四海（1829年—1914年），直隸省天津府滄州東南羅疃村（今中華人民共和國河北省孟村回族自治縣）人，清末武術家，李大忠之徒，八極拳五世傳人。

## 生平
黃四海幼習長拳，22歲時拜入李大忠門下，習八極拳及六合大槍。漕運總督南皮張之萬聘其師叔張克明為武師，張克明携黃四海同往。咸豐九年（1859年），清江一役，因戰功而得到朝廷六品頂戴。
在李大忠過世後，黃四海又拜到師叔張克明門下繼續習武，甚得張克明心要，與其子張景星相交莫逆。但他個性孤僻，醉心武學，不收徒弟，聞其名來投師的弟子，都請他們至張景星門下學習。他經常至張克明、張景星所設的張家把式房協助教導後進，與張景星共同培育了王中泉、李書文、張毓衡、韓化臣、馬鳳圖、馬英圖等名徒。在他們的努力下，將羅疃變成與孟村齊名的另一個八極拳重鎮。
黃四海以大槍聞名，有「神槍」美譽，喜愛雲游天下，四處與人切磋，學習武藝。袁世凱在小站練兵時，曾經聘請他為武術教習，但黃四海以年老推辭，推薦李書文前去。